# Adam Strange
Pour les articles homonymes, voir Strange.
Adam Strange est un personnage super-héroïque de DC Comics apparu pour la première fois dans Showcase #17 en novembre-décembre 1958 (traduit et publié par les éditions Artima d’une manière tout à fait enterrée en 4e récit dans le titre de guerre en format poche Commando n° 12 de septembre 1960 et réédité dans la revue Flash n° 28 parue en mai 1976), scénarisé par Gardner Fox et dessiné par Mike Sekowsky.

## Origine
Adam Strange était un archéologue terrien qui fut soudainement téléporté sur une distance astronomique sur la planète Rann, en orbite autour d'Alpha Centauri (censée être l'étoile la plus proche de la Terre) grâce à une technologie Rannienne, baptisée Rayon Zeta, créée par le scientifique Sardath.
Il tomba amoureux de la fille de Sardath, la princesse Alanna, et, revêtu de son costume spatial rouge, de son casque orné d’une crête et équipé de son jet pack blanc, fut confronté à de multiples menaces interplanétaires dont il triompha grâce à son équipement mais surtout grâce à son astuce.
Néanmoins, le rayon Zeta ayant un effet temporaire, Adam Strange était systématiquement renvoyé sur la Terre, après avoir résolu les énigmes auxquelles il était confronté, mais avant de recevoir sa récompense de la part de la belle princesse.
Au fil de ses aventures, Adam finit néanmoins par épouser Alanna et finalement, Sardath réussit à le fixer durablement sur Rann grâce aux radiations Mega–Zeta.

## Publications

### États-Unis
Inspirée du Cycle de Mars d’Edgar Rice Burroughs, la série paraît tout d'abord aux États-Unis dans Showcase, puis dans Mystery in Space (en) de 1959 à 1968 (scénario de Gardner Fox et dessin de Carmine Infantino, avec la collaboration de Bernard Sachs à l'encrage, et celle ultérieure de Murphy Anderson puis Lee Elias). Adam Strange apparaîtra également dans Ligue de justice d'Amérique (Justice League of America), The Brave and the Bolt et Green Lantern.
Lorsqu’une lettre à l’éditeur signala qu'une erreur de continuité avait eu lieu dans le comics de la Ligue de justice d'Amérique (Justice League of America), dans lequel Flash mentionnait Adam Strange comme un nouveau membre possible pour la Ligue alors que le groupe et lui ne s’étaient pas encore rencontrés, Gardner Fox écrivit une histoire spectaculaire expliquant a posteriori comment la JLA arriva sur Rann et comment Adam Strange les sortit des pièges qu'un nommé Kanjar Ro leur avait tendus.
Dans les années 1980, Alan Moore conçut un récit cynique dans lequel il expliquait que, la population de la planète Rann étant stérile, la véritable raison de la présence d’Adam Strange était de servir d’étalon reproducteur. Cette idée est approfondie dans une mini-série de 1990 dans laquelle Adam apprit que la population de la planète Rann le haïssait en vérité. Alanna y meurt en donnant naissance à leur fille Aleea.
Dans JLA #20 (juillet 1998, traduit dans la revue JLA n°6 de Semic), écrit par Mark Waid, on apprend qu’Alanna est en vie, et à la fin de l’histoire, elle est brièvement réunie avec son mari et sa fille, avant qu’Adam ne soit retransporté sur Terre, ayant dû utiliser les rayons Mega-Zeta qui le maintenaient sur Rann pour se débarrasser des extraterrestres qui les menaçaient.
En 2004, une mini-série écrite par Andy Diggle et dessinée par Pascal Ferry rénove l’apparence et les capacités d’Adam Strange en lui donnant un nouveau costume lui permettant de réaliser des voyages interstellaires. Dans cette mini-série, Adam se prépare à retourner sur Rann de manière permanente quand il est informé que la planète a été détruite et qu’on lui reproche cette destruction. En fait, Sardath a transporté Rann dans une autre dimension afin de la sauver d’un être cosmique essayant de la détruire. Adam, avec l’aide des Omega Men (en) et des 
Darkstars (en), entre autres, sauve Rann et vainc l’être maléfique. Cependant, la planète Thanagar est détruite et beaucoup de Thanagariens sont relogés sur Rann (en). Mais l'animosité entre les deux races dégénère en une guerre qui fit l’objet de la mini-série The Rann-Thanagar War.

## Récompenses
Le personnage d'Adam Strange est récompensé d'Alley Award en 1967 et 1968 "Strip Most Desired for Revival".

### France
En France, les aventures d'Adam Strange ont principalement été publiées dans Sidéral, Monde Futur, Flash, Faucon noir  et Hercule, (Arédit/ Artima)  mais aussi dans sa propre revue qui eut droit à 7 numéros entre 1971 et 1972.
- Infinite Crisis
- 52 (comics)

## Autres médias
- La Ligue des justiciers (anime) épisode #25-26 - "Strange Days"
- La Nouvelle Ligue des justiciers (Justice League Unlimited) (anime) épisode #4 - "Local Hero"
- Justice League: The New Frontier (brève apparition)
- Batman : L'Alliance des héros, voix de Michael T. Weiss, épisode #14 - "Mystery in Space"
- La Ligue des justiciers : Nouvelle Génération, voix de Michael Trucco
- Il apparaît dans le jeu DC Universe Online
- Action figurines DCDirect
- Adam Strange apparaît dans la série Krypton (2018), interprété par Shaun Sipos.
- Green Lantern: Beware My Power (2022), voix de Brian Bloom[1]